# 今橋朗
今橋 朗（いまはし あきら、1932年4月19日 - 2014年1月27日）は、日本の牧師。日本聖書神学校校長。

## 経歴
東京に生まれる。1949年リーベンゼラ教会連合久が原福音教会で洗礼を受ける。1955年慶應義塾大学経済学部卒業、1959年東京神学大学大学院で旧約神学を専攻して、修士課程を修了する。1967年にアメリカに渡りギャレット神学校に留学。キリスト教教育、礼拝学を学ぶ。
その後、日本基督教団大井金子教会、南久が原教会伝道師を経て、蒔田教会牧師になる（1961年 - 2008年）。
また、日本基督教団教育委員長、神奈川教区総会議長、教団総会書記、世界教会協議会信仰職制常任委員等を務める。
蒔田教会の牧会と同時に、日本聖書神学校で実践神学を教え､学校長を務めた（2008年 - 2012年）。日本基督教団讃美歌委員も長年歴任した。

## 著訳書

### 単著
- 『私たちの「創世記」 高校生のための「創生記」講解』新教出版社つのぶえ文庫、1967年
- 『礼拝を豊かに-対話と参与-』日本基督教団出版局、1995年
- 『よくわかるキリスト教の暦』キリスト新聞社　2003年
- 『シンボルで綴る聖書』日本キリスト教団出版局 2010年

### 共編著
- 『キリスト教教育辞典』高崎毅,山内一郎共編　日本基督教団出版局　1969年
- 『クリスマス劇集』四竈揚共編　日本基督教団出版局　1974年
- 『神学諸科入門 第1分冊』西村俊昭共編　日本聖書神学校　1990年
- 『よくわかるキリスト教の教派』徳善義和共著　キリスト新聞社　1996年
- 『よくわかるキリスト教の音楽』川端純四郎,長谷川朝雄共編　キリスト新聞社　2000年
- 『牧会ってなんだ? 現場からの提言』越川弘英編著 禿準一,古賀博,平野克己,増田琴共著　キリスト新聞社　2008年　現代の教会を考えるブックレット
- 『深い淵から 希望と慰めのみことば』編　日本キリスト教団出版局　2011年

### 訳書
- L.M.ラッセル『キリスト教教育の革新』岸本羊一,山内一郎共訳　新教出版社　1971年
- G.E.ライト,R.H.フラー『現代聖書入門 旧約・中間時代』十時英二共訳　日本基督教団出版局　1978年